# Don't Be Stupid (You Know I Love You)
«Don't Be Stupid (You Know I Love You)» — другий сингл третього студійного альбому канадської кантрі-співачки Шанаї Твейн — «Come On Over» (1997). У США і Канаді пісня вийшла 11 листопада 1997. В Європі і Австралії пісня вийшла 14 лютого 2000 і стала сьомим інтернаціональним синглом альбому. Пісня написана Шанаєю Твейн та Робертом Джоном Лангом; спродюсована Робертом Джоном Лангом. Музичне відео зрежисерував Ларрі Джордан; прем'єра музичного відео відбулась 12 листопада 1997. Пізніше пісня увійшла до збірника Твейн «Greatest Hits» (2004).

## Музичне відео
Музичне відео зрежисерував Ларрі Джордан. Зйомки проходили у США з 18 по 19 жовтня 1997. Прем'єра музичного відео відбулась 12 листопада 1997.
Відеокліп виграв у категорії Video of the Year на церемонії нагородження 1998 Canadian Country Music Awards.

## Список пісень
США промо-CD
1. Don't Be Stupid (You Know I Love You) 3:35
2. Don't Be Stupid (You Know I Love You) 3:35
3. Don't Be Stupid (You Know I Love You) 3:35

США/Канадський сингл
1. Don't Be Stupid (You Know I Love You) 3:35
2. If It Don't Take Two 3:40

Канадський максі-CD
1. Don't Be Stupid (You Know I Love You) [Pop Remix] 3:37
2. Don't Be Stupid (You Know I Love You) [Club Remix] 4:07
3. Don't Be Stupid (You Know I Love You) [Dance Single] 4:13
4. Don't Be Stupid (You Know I Love You) [Full Length Remix] 4:45

Європейський сингл
1. Don't Be Stupid (You Know I Love You) [Dance Mix Single] 4:11
2. You've Got a Way [Notting Hill Remix] 3:25

Європейський максі-CD
1. Don't Be Stupid (You Know I Love You) [Dance Mix Single]  4:11
2. You've Got a Way [Notting Hill Remix] 3:25
3. Don't Be Stupid (You Know I Love You) [Dance Mix Full Length] 4:46
4. Don't Be Stupid (You Know I Love You) [LP Version] 3:35

Британський промо-CD
1. Don't Be Stupid (You Know I Love You) [Dance Mix Single]  4:11

Британський максі-CD
1. Don't Be Stupid (You Know I Love You) [Dance Mix] 4:13
2. Don't Be Stupid (You Know I Love You) [International LP Version] 3:37
3. If You're Not In It for Love (I'm Outta Here!) [Dance Mix] 4:42
4. Кліп 3:36

Австралійський максі-CD
1. Don't Be Stupid (You Know I Love You) [Dance Mix Single]  4:11
2. Man! I Feel Like a Woman! [Live/ Direct TV Mix] 3:57
3. You've Got a Way [Love to Infinity's Soul Classic] 6:00
4. Don't Be Stupid (You Know I Love You) [LP Version] 3:35
5. Don't Be Stupid (You Know I Love You) [Dance Mix Full Length] 4:46
6. Кліп 3:36

## Чарти
Сингл дебютував на 51 місце чарту Billboard Hot Country Songs на тижні від 15 листопада 1997. 31 січня 1998 пісня досягла 6 місця чарту і провела на такій позиції два тижні. Пісня також досягла 40 місця чарту Billboard Hot 100 та 12 місця канадського чарту Canadian Singles Chart.
Тижневі чарти
| Чарт (1997-2000)                          | Місце |
| ----------------------------------------- | ----- |
| Australian Singles Chart                  | 32    |
| Belgium (Ultratop 50 Flanders) (Фландрія) | 6     |
| Canada (Nielsen SoundScan)                | 12    |
| Canada Country Tracks (RPM)               | 1     |
| European Hot 100 Singles                  | 14    |
| Irish Singles Chart                       | 15    |
| Netherlands Dutch Top 40                  | 29    |
| Netherlands Single Top 100                | 19    |
| New Zealand Recorded Music NZ             | 42    |
| Romania (Romanian Top 100)                | 5     |
| Scotland (Official Charts Company)        | 5     |
| Spanish Singles Chart                     | 17    |
| Swedish Singles Chart                     | 39    |
| UK Singles (Official Charts Company)      | 5     |
| US Billboard Hot 100                      | 40    |
| US Billboard Hot Country Songs            | 6     |

Річні чарти
| Чарт (1998)                          | Місце |
| ------------------------------------ | ----- |
| Canada Country Tracks (RPM)          | 4     |
| US Billboard Hot Country Songs       | 54    |
| Чарт (2000)                          | Місце |
| Netherlands Dutch Top 40             | 215   |
| Romania (Romanian Top 100)           | 64    |
| UK Singles (Official Charts Company) | 148   |